# The Slits

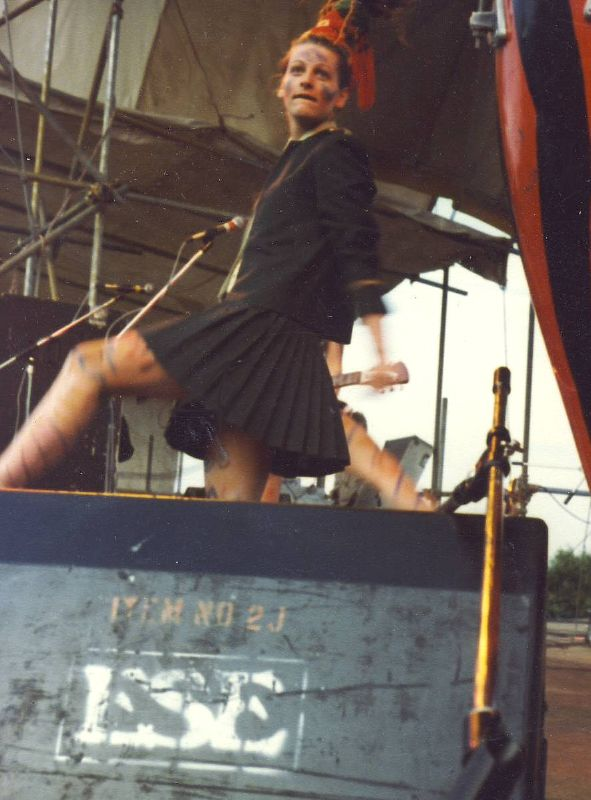
Ari Up met The Slits in 1981

The Slits was een Britse band in het genre punkrock. De groep werd in 1976 opgericht door leden van de bands Flowers of Romance en The Castrators. Leden van het eerste uur waren Ari Up, Palmolive, Kate Korus and Suzy Gutsy. Korus en Gutsy werden echter al snel vervangen door Viv Albertine en Tessa Pollitt. Alhoewel niet alle  groepssamenstellingen exclusief uit vrouwen bestonden, werd de band op platenhoezen en publiciteitsmateriaal over het algemeen als vrouwenband gepresenteerd.

## Carrière

### 1976-1982
De band trad op als support-act voor collega-punkband The Clash op hun White Riot-tournee in 1977, samen met Buzzcocks en Subway Sect. Optredens in clubs in deze periode zijn opgenomen in de film The Punk Rock Movie. In november 1978 toerde de band opnieuw met The Clash op hun Sort it Out Tour, samen met de Britse band The Innocents, welke de shows opende. 
Het oorspronkelijk rauwe en luidruchtige live-geluid van The Slits, zoals opgenomen op een Peel Session, werd op het debuutalbum Cut wat meer gepolijst. Dit door Dennis Bovell geproduceerde album werd in september 1979 uitgebracht en was een mengeling van reggaeritmes, scherpe gitaren, boosheid en ongenoegen. Neneh Cherry figureerde op dit album als extra zangeres. Op de hoes staan de bandleden halfnaakt afgebeeld, dragen lendendoeken en zijn met modder besmeurd. Palmolive verliet de band vóór de opnames van het album, mede omdat zij het niet eens was met het concept voor de hoes.
Gedurende begin jaren 80 werd het geluid van The Slits in toenemende mate experimenteel en avant-garde. De band ging een samenwerking aan met de postpunkband The Pop Group uit Bristol, deelden de drummer Bruce Smith en brachten samen een split-single uit met de titel In The Beginning There was Rhythm / Where There's A Will. Hierna volgden een bizar, niet-commercieel album met demo-opnamen en aantal singles. De band toerde veel en bracht het album Return of the Giant Slits uit, waarna de groep in 1982 uit elkaar viel.

### 2005-2010
In 2005 werd de band heropgericht door Ari Up en Tessa Pollitt met nieuwe bandleden, waarna in 2006 de ep Revenge of the Killer Slits werd uitgebracht. Aan het album werkten Paul Cook (voorheen Sex Pistols) en Marco Pirroni (voorheen Adam and the Ants) mee als muzikant en co-producer. De dochter van Cook was lid van de latere line-up als toetsenist. Andere bandleden waren No (van The Home Office) op gitaar, de Duitse drumster Anna Schulte en Adele Wilson op gitaar.
In 2006 toerde de band voor het eerst in 25 jaar weer door de Verenigde Staten tijdens de "States of Mind"-toer. In 2007 toerden zij door Australië en de VS, waar zij openden voor Sonic Youth in het New Yorkse McCarren Park Pool.
In 2008 werd er opnieuw door de VS getoerd. Adele Wilson verliet de band en No werd vervangen door de Amerikaanse  gitariste Michele Hill. In november 2008 speelde de band op Ladyfest in Manchester en London Astorial in de volgende maand. In januari 2009 werd voormalig gitariste Viv Albertine op de Myspacepagina vermeld als bandlid, hoewel zij zelf aangaf slechts voor twee optredens teruggekeerd te zijn.
In januari 2009 bracht Narnack Records uit Los Angeles het nieuws naar buiten dat ze de band gecontracteerd had. De biografie Typical Girls? The Story Of The Slits door Zoe Street Howe werd in juli 2009 in het Verenigd Koninkrijk uitgebracht door Omnibus Press. Het album Trapped Animal werd in 2009 uitgebracht en de band vervolgde hun optredens.
In oktober 2010 overleed oprichtster Ari Up onverwacht aan kanker. Het laatste werk, een muziekvideo voor het nummer Lazy Slam, werd postuum uitgebracht naar de wens van Ari Up. Viv Albertine liet via Twitter weten dat zij en Tessa Pollitt van plan zijn de "last ever Slits song", getiteld Shoulda Coulda Woulda en opgenomen in 1981, uit te brengen op cassette, voorzien van handgemaakte tekeningen.

## Bandleden
- Ari Up – zang (1976-1982, 2005-2010)
- Palmolive – drums (1976-1978)
- Suzy Gutsy – bas gitaar (1976)
- Kate Korus – gitaar (1976)
- Tessa Pollitt – basgitaar (1976-1982, 2005-2010)
- Viv Albertine – gitaar (1976-1982)
- Budgie – drums (1978-1980)
- Bruce Smith – drums (1980-1982)
- Hollie Cook – achtergrondzang (2005-2010)
- Michelle Hill - gitaar (2005-2010)
- NO – gitaar, achtergrondzang (2005-2010)
- Anna Schulte – drums (2005-2010)
- Adele Wilson - gitaar (2005-2010)

## Discografie

### Studio-albums
- Cut (Island Records|Island (UK) / Antilles (USA), September 1979)
- Bootleg Retrospective (Y Records, May 1980)
- Return of the Giant Slits (CBS, oktober 1981)
- Trapped Animal (Narnack, 2009)

### Latere albums en compilaties
- Double Peel Sessions (Strange Fruit, november 1988)
- In the Beginning (Jungle, 1997)
- Live at the Gibus Club (Castle Music / Sanctuary Records|Sanctuary, februari 2005 - opgenomen januari 1978)

### Singles en ep's
- Typical Girls / I Heard It Through the Grapevine (Island (UK) / Antilles (USA)), september 1979
- In the Beginning There Was Rhythm (Y, maart 1980, split single met The Pop Group)
- Man Next Door / Man Next Door (version) (Y, Juni 1980)
- Animal Space / Animal Spacier (Human (UK), 1981)
- Earthbeat / Earthdub / Begin Again, Rhythm (CBS, August 1981 (UK), december 1981 (U.S.)
- American Radio Interview (Winter 1980) / Face Dub (CBS, oktober 1981, bonussingle bij Return of the Giant Slits)
- The Peel Sessions (Strange Fruit, februari 1987)
- Revenge of the Killer Slits (2006)